# Новосадський університет
Новосадський університет (серб. Univerzitet u Novom Sadu) — це університет, розташований у Новому Саді, другому за населенням місті Сербії.
Університет є другим з шести найбільших університетів Сербії, після Белградського університету.

## Історія
Новий Сад завжди був головним центром культури та освіти у Сербії. Хоча Новосадський університет був створений лише 1960 року з модернізованими кампусами, зафіксовано що надання освіти у Новому Саді розпочалося ще у XI столітті з релігійними семінарами.

## Кампус
Кампус розташований у центральному районі і має площу 256,800 м², його корпуси побудовані на лівому березі Дунаю. Крім адміністративної будівлі, кампус університету включає Культурний центр студентів, два студентські кафе, готель для тимчасового розміщення стипендіатів і наукових співробітників, Студентський центр здоров'я та Центр фізичного виховання.

## Організація
Адміністративними органами є Ректор і Рада університету. Професійними органами є Сенат і його Рада. Університет складається з 14 факультетів розташованих в чотирьох містах провінції Воєводино: Новому Саді, Суботиці, Зреняніні та Сомборі. У порядку створення:
1. Факультет Філософії у Новому Саді
2. Факультет Сільського господарства у Новому Саді
3. Юридичний факультет У Новому Саді
4. Факультет технологій у Новому Саді
5. Економічний факультет у Суботиці
6. Факультет технічних наук у Новому Саді
7. Медичний факультет у Новому Саді
8. Факультет наук у Новому Саді
9. Факультет мистецтв у Новому Саді
10. Будівельний факультет у Суботиці
11. Технічний факультет (Михайла Пупіна) у Зреняніні
12. Факультет фізичного виховання у Новому Саді
13. Факультет освіти у Сомборі
14. Навчальний факультет вчителів у Суботиці

## Види та рівні навчання

### Види навчання
Наукові та професійні дослідження введені до Новосадського університету на базі акредитованих навчальних програм. Наукові дослідження включають в себе навчальні програми, які дозволяють студентам розвивати та застосовувати свої наукові, професійні та творчі досягнення. Професійні дослідження включають в себе навчальні програми, які дозволяють студентам застосовувати свої знання і навички, необхідні для майбутньої роботи.

### Рівні навчання

#### Перший цикл
- Бакалавріат наукових досліджень
- Бакалавріат професійних досліджень

#### Другий цикл
- Майстер наукових досліджень
- Майстер професійних досліджень
- Спеціаліст наукових досліджень
- Спеціаліст професійних досліджень

#### Третій цикл
- Доктор наукових досліджень
- Доктор професійних досліджень

## Визначні випускники
- Поети та прозаїки: Драгомир Дужмов, Михайло Кажих та Йован Зівлак.
- Американський славіст Вейльс Браун.
- Болгарський лінгвіст Любомир Мілетіч.
- Хорватсько-американський письменник Йосип Новакович.
- Сербсько-канадський математик і вчений Іван Стожменовіч.
- Посол Сербії в Ізраїлі Майл Ісаков.
- Угорські політики в Сербії Аттіла Юхас та Іштван Паштор.
- Піаністи Ріта Кінка, Младлен Колік і Ратімір Мартинович.
- Композитор Мітар Суботіч.